# 헬리오스 (나무)
헬리오스(Helios)는 2006년까지 세계에서 가장 큰 나무로 알려져 있었던 식물이다.

## 개요
헬리오스는 세계에서 가장 큰 나무로 알려져 있었으나 하이페리온이 헬리오스보다 성장하면서, 가장 큰 나무라는 타이틀을 잃게 되었다. 현재 세계에서 두 번째로 큰 나무이다. 높이는 약 114.5m, 종은 미국삼나무인 레드우드이다. 미국 캘리포니아주 레드우드 크리크 지류에 위치해 있다.